# Хара
Хара (њем. Harra) општина је у њемачкој савезној држави Тирингија. Једно је од 76 општинских средишта округа Зале-Орла. Према процјени из 2010. у општини је живјело 916 становника. Посједује регионалну шифру (AGS) 16075042.

## Географски и демографски подаци
Хара се налази у савезној држави Тирингија у округу Зале-Орла. Општина се налази на надморској висини од 444 метра. Површина општине износи 14,0 km². У самом мјесту је, према процјени из 2010. године, живјело 916 становника. Просјечна густина становништва износи 65 становника/km².